# George Laird Shoup
George Laird Shoup, född 24 juni 1836 i Kittanning, Pennsylvania, död 21 december 1904 i Boise, Idaho, var en amerikansk republikansk politiker. Han var den första guvernören i delstaten Idaho 1 oktober–18 december 1890. Han representerade därefter Idaho i USA:s senat 1890–1901.
Shoup tjänstgjorde i kavalleriet under amerikanska inbördeskriget. Efter kriget flyttade han först till Montanaterritoriet och efter en tid vidare till Idahoterritoriet. Han var guvernör i Idahoterritoriet 1889-1890. Han var därefter guvernör i delstaten Idaho i några veckor. Shoup och William J. McConnell valdes nämligen till de två första senatorerna för Idaho. Shoup efterträddes 18 december 1890 som guvernör av N.B. Willey.
Shoup omvaldes 1895 till en hel mandatperiod i senaten. Han kandiderade därefter för tredje gången till senaten men förlorade mot Fred Dubois som kandiderade för Silver Republican Party men bytte till Demokratiska partiet innan han tillträdde som Shoups efterträdare.
Shoups grav finns på Pioneer Cemetery i Boise. En marmorstaty av Shoup finns i National Statuary Hall Collection i Kapitoliumbyggnaden.